# 東急バス大森操車所

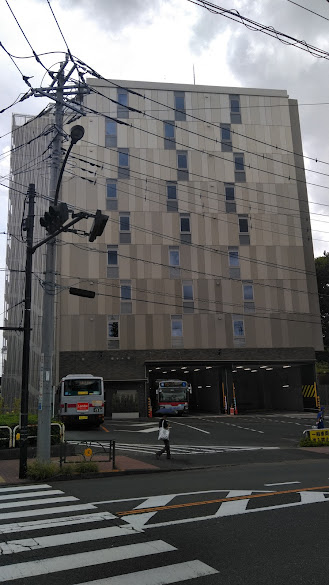
大森操車所

東急バス大森操車所（とうきゅうばすおおもりそうしゃじょ）は、東京都品川区大井にある、東急バスの折り返し場である。

## 概要
大森駅西口・山王口には駅前ロータリーが存在しないため、大森駅西口・山王口での折り返し系統のバスの待機を行うために設置された。大森駅西口・山王口から大森操車所の区間も営業されており、乗降車可能である。
賃貸マンションと併用になっており、1階部分にバス折り返しのための駐車スペース（4台分）、乗務員の休憩室が設置されている。
かつて、相互乗り入れで来ていた都営バス（宿91系統）も折り返し、待機のために使用していた。また、バス案内所も併設され定期券、回数券なども販売されていたが廃止された。

## 現行路線
全ての路線を東急バスが運行している。運行されているバスには「大森貝塚遺跡庭園前」の副称もアナウンスされている。
- 井03系統[2]：蒲田駅行き（大森駅・池上駅前経由）・大井町駅行き
- 井09系統[2]：池上駅前行き（大森駅経由）・大井町駅行き
- 品94系統[2]：蒲田駅 行き（大森駅・池上駅前経由）・池上駅前行き（大森駅経由）・品川駅行き（大井町駅経由）

### 当停留所始発・終点の路線
- 森01系統[2]：池上警察署行き
- 森02系統[2]：荏原町駅入口行き
- 森04系統[2]：池上駅前行き
- 森05系統[2]：洗足池行き
- 森91系統[2]：新代田駅行き